# 学校法人名城大学
学校法人 名城大学

| 創立         | 1926年：（大正15年）                               |
| 種別         | 私立                                               |
| 創始者       | 田中壽一                                           |
| 理事長       | 立花貞司                                           |
| 本部         | 〒468-8502 愛知県名古屋市天白区塩釜口一丁目501番地 |
| 設置機関     | 名城大学 名城大学附属高等学校                      |
| ウェブサイト |                                                    |

学校法人名城大学（がっこうほうじんめいじょうだいがく）は、愛知県名古屋市天白区塩釜口一丁目に本部を置く学校法人である。

## 概要
傘下に『名城大学』と『名城大学附属高等学校』を持ち、何れも在学生数は愛知県下1位を誇る。
昭和20年代後半から昭和30年代前半にかけて日本の教育史上稀にみる大規模な学園紛争を起こした（学生、教職員、理事会と三つ巴の形となったが、実態としては理事会の内部抗争であった。）ため、解決のために2年間の時限立法が施行された歴史を持つ。
この法律に基づき文部省が調停に入り、紛争は終結したが、その結果、学園創設者の田中壽一一族は追放され、『東京工学院専門学校』は分離独立することとなった。
キャンパスとして名城大学の学部大学院を有する『天白キャンパス』『八事キャンパス』『ナゴヤドーム前キャンパス』の他に農学部附属農場を有する『春日井（鷹木）キャンパス』、名城大学附属高等学校を有する『中村キャンパス』、日進総合グラウンドを有する『日進キャンパス』、演習林を有する『瀬戸校地』、その他に旧キャンパス跡地で『学校法人神野学園』に土地と建物を貸与する（同学園は自身が運営する『岐阜医療科学大学』の『可児キャンパス』として活用する。）土地が存在する。

## 沿革
- 1926年（大正15年）5月 - 田中壽一により、『名古屋高等理工科講習所』として愛知県名古屋市中区御器所町古市場20番地（現在の愛知県名古屋市中区千代田三丁目。）の『私立尾張商業学校』内臨時校舎に開設。
- 1928年（昭和3年）3月 - 『名古屋高等理工科講習所』を『名古屋高等理工科学校』に改称し、愛知県知事により認可。
- 1928年（昭和3年）4月 - 『名古屋高等理工科学校』が愛知県名古屋市中区新栄町3丁目16番地（現在の愛知県名古屋市中区東桜二丁目23街区。）に開校。
- 1933年（昭和8年）1月 - 『名古屋高等理工科学校』が『高等科』の修業年限を3か年に延長。修業年限3年の『中等科』が増設認可。
- 1937年（昭和12年）3月 - 『名古屋高等理工科学校』校舎を愛知県名古屋市中区不二見町22番地（『皇華女学校』跡地。現在の愛知県名古屋市中区富士見町2番。）に移転。
- 1942年（昭和17年）4月 - 『名古屋高等理工科学校第1校舎』を愛知県名古屋市中村区新富町に開設した『中村校舎』へ新築移転。従来の校舎は『名古屋高等理工科学校第2校舎』へと改称。
- 1946年（昭和21年）10月 - 『財団法人名古屋高等理工科学園』設置認可。
- 1947年（昭和22年）4月 - 『名古屋理工中学校』が設置認可され、開校。
- 1947年（昭和22年）9月 - 旧制専門学校令による最後の専門学校として『名古屋専門学校』が設置認可され、開校。
- 1948年（昭和23年）4月 - 『名古屋専門学校』の新制移行に伴い、『応用物理学科』『数学科』『法政科』『商科』を増設（これが後の大学組織の原型となる。）。学校教育法により『名古屋文理高等学校』として設置認可され、開校。『名古屋理工中学校』を『名古屋文理中学校』に名称変更。
- 1949年（昭和24年）4月 - 田中壽一が理事長に就任。『名城大学』の設置が認可され、開学。『商学部第一部』『商学部第二部』を設置。
- 1950年（昭和25年）4月 - 『名城大学』に『第一法商学部』『第二法商学部』『第一理工学部』『第二理工学部』『農学部』を増設し、『商学部第一部』『商学部第二部』を廃止。『短期大学部商経科第一部』『短期大学部商経科第二部』を設置 。
- 1950年（昭和25年）5月 - 愛知県名古屋市昭和区駒形町の名古屋陸軍造兵廠八事生徒舎跡地にに開設した『駒方校舎』（後の『駒方校地』。）の使用を開始。
- 1951年（昭和26年）3月 - 『財団法人名古屋高等理工科学園』を『学校法人名城大学』に組織変更。『名古屋文理中学校』『名古屋文理高等学校』を『名城大学附属中学校』『名城大学附属高等学校』に名称変更し、『普通科 (学科)|普通科』『商業科』『電気科』『機械科』を設置。
- 1951年（昭和26年）4月 - 愛知県春日井市鷹来町に開設した『鷹来校舎』（後の『春日井（鷹木）キャンパス』。）の使用を開始。
- 1953年（昭和28年）12月 - 学校経営の不透明さと施設の貧弱さに抗議する学生運動が『名城大学』で勃発。
- 1954年（昭和29年）4月 - 『名城大学』に『薬学部』『短期大学部電気科第一部』『短期大学部機械科第一部』を増設。『大学院商学研究科』を増設し、『商学専攻修士課程』を設置。
- 1954年（昭和29年）11月 - 今岡正益が理事長事務取扱に、野村均一が総長事務取扱に就任。
- 1955年（昭和30年）3月 - 『名古屋専門学校』廃校。
- 1955年（昭和30年）9月 - 伊藤萬太郎が理事長に、大串兎代夫が総長に就任。
- 1955年（昭和30年）10月 - 『名古屋地方裁判所』が弁護士の広濱嘉雄を理事長職務代行者に任命。
- 1955年（昭和30年）12月 - 『名城大学』の『薬学部』を『駒方校舎』から愛知県名古屋市昭和区天白町大字八事（現在の愛知県名古屋市天白区八事山）に開設した『八事校舎』（後の『八事キャンパス』。）に移転。
- 1957年（昭和32年）12月 - 『名古屋地方裁判所』が福井勇を理事長職務代行者に任命。
- 1958年（昭和33年）8月 - 田中壽一が理事長に就任。
- 1959年（昭和34年）4月 - 『名城大学付属東京テレビ高等技術学校』（現在の『東京工学院専門学校』。）を東京都文京区後楽に開校。
- 1959年（昭和34年）10月 - 国会に『学校法人名城大学の機能停止に関し国会の国政調査権発動要請についての陳情書』を提出。
- 1959年（昭和34年）11月 - 大野富之助が理事長に就任。
- 1960年（昭和35年）2月 - 大橋光雄が理事長に就任。
- 1960年（昭和35年）5月 - 田中壽一が理事長に就任。
- 1960年（昭和35年）6月 - 『文部省』が『学校法人名城大学』の役員に解職勧告。
- 1960年（昭和35年）7月 - 地元国会議員が名城大学問題解決に関して声明を発表。
- 1960年（昭和35年）8月 - 『名古屋地方裁判所』が弁護士の浦部全徳を理事長代行者に任命。
- 1960年（昭和35年）12月 - 『文部省』が浦部全徳理事長代行者に『学校法人名城大学』の役員解職を勧告。
- 1962年（昭和37年）7月 - 『文部省』が法に基づく調停委員を選定。
- 1963年（昭和38年）8月 - 名城大学再建のための新体制理事会が発足。渡邉捨雄が理事長に就任。
- 1963年（昭和38年）9月 - 法に基づく調停が成立、学園紛争終結。
- 1964年（昭和39年）2月  - 理事会が『天白台校地』として愛知県名古屋市天白区天白町大字八事字裏山（現在の愛知県名古屋市天白区塩釜口一丁目。後の『天白キャンパス』。）の土地購入と『名城大学付属東京テレビ高等技術学校』の分離を決定。
- 1965年（昭和40年）10月  - 『名城大学』の『天白第一グラウンド』が愛知県名古屋市天白区天白町大字八事字裏山の地に竣工。
- 1965年（昭和40年）7月  - 『学校法人田中育英会』が設立され、『名城大学付属東京テレビ高等技術学校』の設置者が『学校法人名城大学』より移管される。
- 1965年（昭和40年）12月  - 『学校法人名城大学』本部および『名城大学』の『法商学部第一部』『大学院商学研究科』『短期大学部商経科第一部』が『駒方校舎』から『天白台校地』に移転。
- 1966年（昭和41年）3月 - 『名城大学附属中学校』を廃止。愛知県名古屋市天白区天白町大字島田字黒石（現在の愛知県名古屋市天白区土原二丁目。）の地に『島田暁寮』が竣工。
- 1966年（昭和41年）4月 - 『名城大学』に『大学院薬学研究科』を増設し、『薬学専攻修士課程』を設置。
- 1967年（昭和42年）4月 - 『名城大学』の『法商学部第一部』『法商学部第二部』を募集停止、『法学部一部』『法学部二部』『商学部一部』『商学部二部』『大学院法学研究科』を増設し、『法律学専攻修士課程』を設置。『第一理工学部』の『電気工学科』『機械工学科』『交通機械学科』を『中村校地』から『天白校舎』に移転。
- 1967年（昭和42年）6月 - 『名城大学』の『第一理工学部』を『理工学部一部』に、『第二理工学部』を『理工学部二部』に名称変更。
- 1968年（昭和43年）1月 - 新寄付行為を施行。
- 1968年（昭和43年）4月 - 『名城大学』の『理工学部一部数学科』『理工学部一部建設工学科』を『中村校舎』から『天白校舎』に移転。
- 1968年（昭和43年）12月 - 『名城大学』の『農学部』を『鷹来校舎』から『天白校舎』に移転（『鷹来校舎』は『農学部附属農場』となる。）。
- 1969年（昭和44年）3月 - 『名城大学』の『短期大学部電気科第一部』『短期大学部電気科第二部』『短期大学部機械科第一部』『短期大学部機械科第二部』を募集停止。
- 1969年（昭和44年）4月 - 『名城大学』に『大学院法学研究科法律学専攻博士後期課程』を増設。
- 1970年（昭和45年）4月 - 『名城大学』の『天白第二グラウンド』が愛知県名古屋市天白区天白町大字八事字裏山の地に竣工。
- 1971年（昭和46年）4月 - 『名城大学』に『大学院薬学研究科薬学専攻博士後期課程』を増設。
- 1972年（昭和47年）1月 - 松本忠太郎が理事長事務取扱に就任。
- 1973年（昭和48年）4月 - 『名城大学』に『大学院農学研究科』を増設し、『農学専攻修士課程』を設置。
- 1973年（昭和48年）11月 - 中村新一が理事長に就任。
- 1975年（昭和50年）4月 - 『名城大学』の『薬学部』に『薬学専攻科』を増設。
- 1975年（昭和50年）12月 - 松尾信資が理事長に就任。
- 1976年（昭和51年）3月 - 『名城大学』の『短期大学部商経科二部』を募集停止。
- 1976年（昭和51年）4月 - 『名城大学』に『商学部一部経済学科』『大学院農学研究科農学専攻博士後期課程』を設置。
- 1977年（昭和52年）3月 - 『名城大学』の『短期大学部商経科第二部』を廃止。
- 1977年（昭和52年）4月 - 『名城大学』の『商学部二部』を『中村校舎』から『天白校舎』に移転し、『大学院工学研究科電気工学専攻修士課程』『大学院工学研究科土木工学専攻修士課程』『大学院工学研究科建築学専攻修士課程』を設置。
- 1977年（昭和52年）5月 - 愛知県北設楽郡豊根村三沢字久保貝津に『名城大学豊根施設』を開設。
- 1983年（昭和58年）5月 - 愛知県名古屋市天白区天白町大字島田字黒石（現在の愛知県名古屋市天白区土原二丁目。）の地に『島田寮』が竣工。
- 1984年（昭和59年）1月 - 大隈孝一が理事長に就任。
- 1984年（昭和59年）12月 - 理事会が『鷹来校地』の購入を決定。
- 1986年（昭和61年）4月 - 『名城大学』の『理工学部一部電気工学科』『理工学部二部電気工学科』を『理工学部電気電子工学科』に、『大学院工学研究科電気工学専攻』を『大学院工学研究科電気電子工学専攻』に名称変更。
- 1986年（昭和61年）9月 - 『名城大学』の『日進総合グラウンド』が愛知県愛知郡日進町大字藤島（現在の愛知県日進市藤島町。後の『日進キャンパス』。）の地に竣工。
- 1988年（昭和63年）4月 - 『名城大学』に『国際交流センター』を開設。
- 1990年（平成2年）4月 - 『名城大学』に『大学院工学研究科機械工学専攻修士課程』を設置。
- 1992年（平成4年）1月 - 八代健三郎が理事長に就任。
- 1992年（平成4年）4月 - 『名城大学』に『大学院工学研究科機械工学専攻博士後期課程』『大学院工学研究科建設工学専攻博士課程』を設置。
- 1993年（平成5年）4月 - 『名城大学』の『電子計算機室』を『情報センター』に名称変更して開設し、『大学院工学研究科電気電子工学専攻博士後期課程』『大学院工学研究科数学専攻修士課程』を設置。『大学院工学研究科』を『大学院理工学研究科』に名称変更。
- 1994年（平成6年）4月 - 名城大学に『総合研究所』を開設。
- 1995年（平成7年）4月 - 名城大学に『都市情報学部』を増設し、『都市情報学科』を岐阜県可児市虹ケ丘に開設した『可児校舎』（後の『可児キャンパス』。）に置く。『大学院商学研究科商学専攻博士後期課程』『大学院理工学研究科数学専攻博士後期課程』を設置。
- 1995年（平成7年）10月 - 佐伯進が理事長に就任。
- 1996年（平成8年）4月 - 『名城大学』に『大学院薬学研究科医療薬学専攻修士課程』『大学院薬学研究科薬学専攻博士前期課程』を設置し、『薬学部薬学科』『薬学部製薬学科』を募集停止。
- 1998年（平成10年）6月 - 『経営本部』を設置。
- 1998年（平成10年）12月 - 『名城大学』の『商学部一部』を『商学部』に、『理工学部一部』を『理工学部』に名称変更。
- 1999年（平成11年）1月 - 『名城大学』に『先端技術研究センター』を開所。
- 1999年（平成11年）4月 - 『名城大学』に『エクステンションセンター』を開設、『法学部法学科』『法学部応用実務法学科』を設置し、『法学部一部法学科』『法学部二部法学科』を募集停止。『農学部生物資源学科』『農学部応用生物化学科』を設置し、『農学部農学科』『農学部農芸化学科』を募集停止。『大学院都市情報学研究科』を増設し、『都市情報学専攻修士課程』を設置。『商学部二部商学科』『理工学部二部数学科』『理工学部電気電子工学科』『理工学部二部機械工学科』『理工学部二部交通機械学科』『理工学部二部土木工学科』『理工学部二部建築学科』を募集停止。『商学部一部』の名称を『商学部』に、『理工学部一部』の名称を『理工学部』に変更。『名城大学附属高等学校』に『総合学科』を増設し、『商業科』『電気科』『工業科』を募集停止、『普通科』特別進学クラスを共学化。
- 2000年（平成12年）1月 - 岩崎正視が理事長に就任。
- 2000年（平成12年）4月 - 『名城大学』の『商学部』を『経営学部』と『経済学部』に分離、増設し、『商学部商学科』『商学部経済学科』を募集停止。『理工学部数学科』『理工学部情報科学科』『理工学部電気電子工学科』『理工学部材料機能工学科』『理工学部機械システム工学科』『理工学部交通科学科』『理工学部建設システム工学科』『理工学部環境創造学科』『理工学部建築学科』を設置し、『理工学部数学科』『理工学部電気電子工学科』『理工学部機械工学科』『理工学部交通機械学科』『理工学部土木工学科』『理工学部建築学科』を募集停止。『大学院経済学研究科』を増設し、『経済学専攻修士課程』を設置。『短期大学部情報国際科』を設置し、『短期大学部商経科』を募集停止。
- 2001年（平成13年）3月 - 『名城大学豊根施設』を閉所。
- 2001年（平成13年）4月 - 『名城大学』に『大学院経営学研究科』を増設し、『経営学専攻修士課程』を設置、『大学院商学研究科商学専攻修士課程』を募集停止。『大学院都市情報学研究科都市情報学専攻博士後期課程』を設置。
- 2002年（平成14年）4月 - 『名城大学』に『大学院総合学術研究科』を増設し、『総合学術専攻博士課程』を設置。『大学院経済学研究科経済学専攻博士後期課程』『大学院理工学研究科数学専攻博士前期課程』『大学院理工学研究科情報科学専攻修士課程』『大学院理工学研究科電気電子工学専攻博士前期課程』『大学院理工学研究科材料機能工学専攻修士課程』『大学院理工学研究科機械システム工学専攻修士課程』『大学院理工学研究科交通科学専攻修士課程』『大学院理工学研究科建設システム工学専攻修士課程』『大学院理工学研究科環境創造学専攻修士課程』『大学院理工学研究科建築学専攻修士課程』を設置し、『大学院理工学研究科数学専攻修士課程』『大学院理工学研究科電気電子工学専攻修士課程』『大学院理工学研究科機械工学専攻修士課程』『大学院理工学研究科土木工学専攻修士課程』『大学院理工学研究科建築学専攻修士課程』を募集停止。
- 2002年（平成14年）10月 - 『名城大学』の『短期大学部商経科』を廃止。
- 2003年（平成15年）4月 - 『名城大学』に『人間学部』を増設し、『人間学科』を設置。『短期大学部情報国際科』を募集停止。『大学院経営学研究科経営学専攻博士後期課程』を増設し、『商学研究科商学専攻博士後期課程』を募集停止。『大学院薬学研究科臨床薬学専攻修士課程』『大学院薬学研究科生命薬学専攻修士課程』を設置し、『大学院薬学研究科医療薬学専攻修士課程』『大学院薬学研究科薬学専攻博士前期課程』を募集停止。『名城大学附属高等学校』の『普通科』を共学化し、高大一貫7カ年教育の『普通科』国際クラスを設置。
- 2003年（平成15年）5月 - 『名城大学』の『薬学部薬学科』『薬学部製薬学科』を廃止。
- 2004年（平成16年）4月 - 『名城大学』に『法科大学院』として『大学院法務研究科』を増設し、『法務専攻専門職学位課程』を設置。『理工学部情報工学科』を設置し、『理工学部情報科学科』を募集停止。『大学院理工学研究科電気電子工学専攻博士後期課程』の名称を『大学院理工学研究科電気電子・情報・材料工学専攻博士後期課程』に、『大学院理工学研究科建設工学専攻博士後期課程』の名称を『大学院理工学研究科社会環境デザイン工学専攻博士後期課程』に変更。『名城大学附属高等学校』の『総合学科』を共学化し、全科男女共学となる。
- 2004年（平成16年）7月 - 『名城大学』の『大学院薬学研究科医療薬学専攻修士課程』『大学院薬学研究科薬学専攻博士前期課程』を廃止。
- 2005年（平成17年）4月 - 『名城大学』に『農学部生物環境科学科』を設置。
- 2005年（平成17年）5月 - 『名城大学』の『大学院理工学研究科数学専攻修士課程』『大学院理工学研究科電気電子工学専攻修士課程』『大学院理工学研究科機械工学専攻修士課程』『大学院理工学研究科土木工学専攻修士課程』『大学院理工学研究科建築学専攻修士課程』を廃止。
- 2005年（平成17年）7月 - 『名城大学』の『短期大学部』を廃止。
- 2005年（平成17年）12月 - 大橋正昭が理事長に就任。
- 2006年（平成18年）4月 - 『名城大学』に6年制『薬学部』を増設し、『薬学科』を設置、『薬学部医療薬学科』4年制『薬学部薬学科』を募集停止。『大学院大学・学校づくり研究科』を増設し、『大学・学校づくり専攻修士課程』を設置。『アジア研究所』『ジェンダー研究所』を開設。『名城大学附属高等学校』が文部科学省所管のスーパーサイエンスハイスクール（SSH） 採択校となる。
- 2006年（平成18年）5月 - 『名城大学』の『商学部二部商学科』『理工学部一部数学科』『理工学部一部電気電子工学科』『理工学部一部機械工学科』『理工学部一部交通機械学科』『理工学部一部土木工学科』『理工学部一部建築学科』『農学部農学科』『農学部農芸化学科』を廃止。
- 2006年（平成18年）11月 - 『名城大学』の『商学部商学科』『商学部経済学科』を廃止。
- 2007年（平成19年）5月 - 『名城大学』の『法学部二部法学科』『理工学部二部数学科』『理工学部二部電気電子工学科』『理工学部二部機械工学科』『理工学部二部交通機械学科』『理工学部二部土木工学科』『理工学部二部建築学科』を廃止。
- 2007年（平成19年）12月 - 『名城大学』の『大学院商学研究科商学専攻修士課程』『大学院商学研究科商学専攻博士後期課程』を廃止。『理工学部数学科』『理工学部電気電子工学科』『理工学部機械工学科』『理工学部交通機械学科』『理工学部土木工学科』『理工学部建築学科』を廃止。
- 2008年（平成20年）4月 - 『名城大学』の『大学院理工学研究科情報科学専攻修士課程』の名称を『大学院理工学研究科情報工学専攻修士課程』に変更。『商学部一部商学科』『商学部一部経済学科』を廃止。
- 2008年（平成20年）6月 - 『名城大学』の『法学部一部法学科』を廃止。
- 2008年（平成20年）9月 - 愛知県名古屋市中村区名駅三丁目の地に『名城大学名駅サテライト』（通称『MSAT』）を設置。
- 2010年（平成22年）4月 - 『名城大学』の『大学院薬学研究科臨床薬学専攻修士課程』『大学院薬学研究科生命薬学専攻修士課程』を募集停止。
- 2011年（平成23年）4月 - 『名城大学』に『大学院人間学研究科』を増設し、『人間学専攻修士課程』を設置。『LED共同研究センター』を開設。
- 2011年（平成23年）5月 - 『名城大学』の『大学院薬学研究科臨床薬学専攻修士課程』『大学院薬学研究科生命薬学専攻修士課程』『理工学部情報科学科』を廃止。
- 2012年（平成24年）1月 - 小笠原日出男が理事長に就任。
- 2012年（平成24年）4月 - 『名城大学』に4年制『大学院薬学研究科薬学専攻博士課程』を増設し、『大学院薬学研究科薬学専攻博士後期課程』を募集停止。
- 2012年（平成24年）5月 - 『名城大学』の『薬学部医療薬学科』4年制『薬学部薬学科』を廃止。
- 2013年（平成25年）4月 - 『名城大学』に『理工学部応用化学科』『理工学部メカトロニクス工学科』を設置し、『理工学部機械システム工学科』を『理工学部機械工学科』に、『理工学部建設システム工学科』を『理工学部社会基盤デザイン工学科』に名称変更。
- 2014年（平成26年）4月 - 『名城大学附属高等学校』が文部科学省所管のスーパーグローバルハイスクール（SGH）採択校となる。
- 2015年（平成27年）1月 - 『名城大学』の『大学院薬学研究科薬学専攻博士後期課程』を廃止。
- 2015年（平成27年）4月 - 『名城大学』の『大学院理工学研究科交通科学専攻修士課程』を『大学院理工学研究科交通機械工学専攻修士課程』に名称変更。
- 2016年（平成28年）3月 - 『名城大学名駅サテライト』を閉鎖。『名城大学』の『法学部応用実務法学科』を募集停止。
- 2016年(平成28年）4月 - 『名城大学』に『外国語学部』を増設し、『国際英語学科』を愛知県名古屋市東区矢田南に開設した『ナゴヤドーム前キャンパス』に置く。『大学院大学・学校づくり研究科大学・学校づくり専攻修士課程』を募集停止。
- 2017年（平成29年）4月 - 『名城大学』に『大学院理工学研究科応用化学専攻修士課程』『大学院理工学研究科メカトロニクス工学専攻修士課程』を設置し、『大学院理工学研究科機械システム工学専攻修士課程』を『大学院理工学研究科機械工学専攻修士課程』に名称変更。『大学院法務研究科法務専攻専門職学位課程』を募集停止。『人間学部人間学科』『大学院人間学研究科人間学専攻修士課程』が『天白キャンパス』から『ナゴヤドーム前キャンパス』に移転。『都市情報学部都市情報学科』『大学院都市情報学研究科都市情報学専攻修士課程』『大学院都市情報学研究科都市情報学専攻博士後期課程』が『可児キャンパス』から『ナゴヤドーム前キャンパス』に移転し、『可児キャンパス』を閉鎖。
- 2018年（平成30年）7月 - 立花貞司が理事長に就任。『名城大学』の『大学院大学・学校づくり研究科大学・学校づくり専攻修士課程』を廃止。
- 2019年（平成31年）4月 - 『名城大学』の『大学院理工学研究科電気電子・情報・材料工学専攻博士後期課程』を『大学院理工学研究科電気・情報・材料・物質工学専攻博士後期課程』に名称変更。
- 2020年（令和2年）4月 - 『名城大学』に『理工学部環境創造工学科』を設置。
- 2020年（令和2年）6月 - 『経営本部』を廃止。
- 2020年（令和2年）7月 - 『名城大学』の『大学院法務研究科法務専攻専門職学位課程』を廃止。
- 2022年（令和4年）4月 - 『名城大学』に『情報工学部』を増設し、『情報工学科』を設置、『理工学部情報工学科』を募集停止。
- 2023年（令和5年）7月 - 『名城大学』の『法学部応用実務法学科』を廃止。
- 2024年（令和6年）4月 - 『名城大学』に『大学院理工学研究科環境創造工学専攻修士課程』を設置、『大学院理工学研究科環境創造学専攻修士課程』を募集停止。

## 歴代理事長
- 初代 - 田中壽一
- 第2代 - 今岡正益　※理事長事務取扱。
- 第3代 - 伊藤萬太郎
- 第4代 - 田中壽一
- 第5代 - 大野富之助
- 第6代 - 大橋光雄
- 第7代 - 田中壽一
- 第8代 - 渡邉捨雄
- 第9代 - 松本忠太郎　※理事長事務取扱。
- 第10代 - 中村新一
- 第11代 - 松尾信資
- 第12代 - 大隈孝一
- 第13代 - 八代健三郎
- 第14代 - 佐伯進
- 第15代 - 岩崎正視
- 第16代 - 大橋正昭
- 第17代 - 小笠原日出男
- 第18代 - 立花貞司

## 法人関係者
- 立花貞司
- 小原章裕
- 武藤正美
- 大脇肇
- 矢野幾也
- 三澤太輔
- 野口光宣
- 大野栄治
- 伊藤憲人
- 尾堂真一
- 神田真秋
- 小出宣昭
- 河村幸俊
- 小笠原剛
- 中村友美
- 神谷優子
- 丹下富博
- 余語弘
- 山本光子
- 湯本秀之

## 設置機関
- 監査室
- 総合企画部
- 総務部
- 渉外部
- 財務部
- 施設部
- 東京オフィス
- 開学100周年事業室
  - 名城大学
  - 名城大学附属高等学校

## 廃止機関
- 名古屋専門学校
- 名城大学附属中学校
- 名城大学短期大学部